# 北京东方君悦大酒店

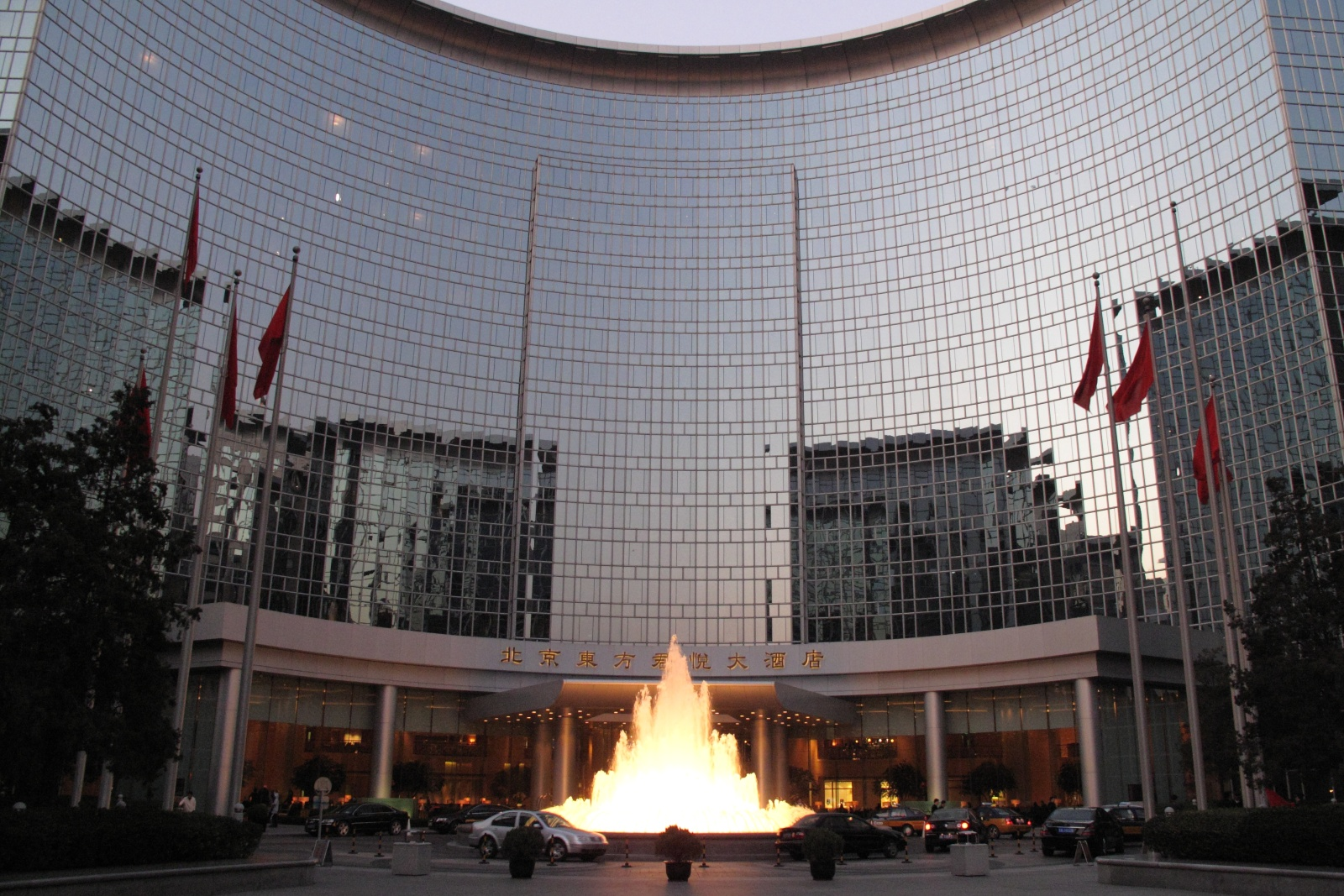
北京东方君悦大酒店

北京东方君悦大酒店（Grand Hyatt Beijing）位于中国北京市东城区东长安街1号东方广场，是一家五星级酒店。

## 历史

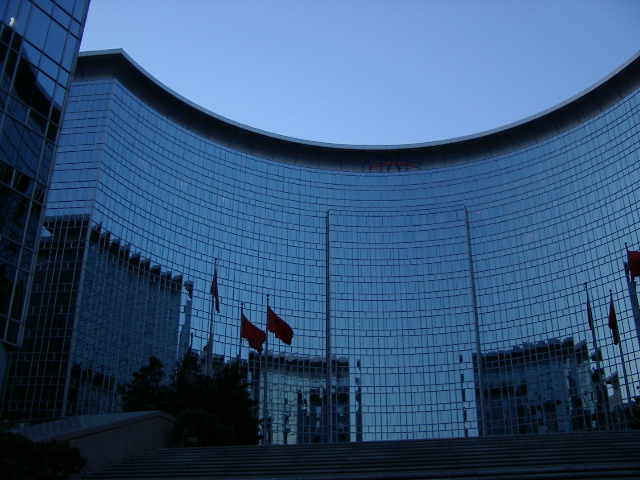
北京东方君悦大酒店

该酒店由凯悦酒店集团管理，于2001年10月开业。